# Herbert George Wells
Herbert George Wells (Bromley, Engleska, Ujedinjeno Kraljevstvo, 21. rujna 1866. – London, Engleska, Ujedinjeno Kraljevstvo, 13. kolovoza 1946.) je bio britanski pisac koji je najpoznatiji po znanstveno-fantastičnoj temi.
Rodio se u obitelji radničke klase. Školovao se do 1879., kad ga više roditelji nisu mogli financirati, pa je postao tapetarski pomoćnik. To mu se baš nije svidjelo, pa je bio sretan kad ga je majstor otpustio 1883. Radio je kao pomoćni učitelj u osnovnoj školi, te s osamnaest godina dobio stipendiju, te počeo studirati biologiju.
Ženio se dva puta, prvi put sa sestričnom Isabel Mary Wells, 1891. godine, a drugi put s Amy Catherine Robbins, 1895. godine, s kojom je imao dva sina.

## Nepotpun popis djela
- Vremenski stroj (The Time Machine) (1896.)
- Otok doktora Moreaua (The Island of Dr. Moreau) (1896.)
- Nevidljivi čovjek (The Invisible Man) (1897.)
- Rat svjetova (The War of the Worlds) (1898.)
- Ljudi poput bogova (Men Like Gods) (1923.)
- Obrisi budućnosti (The Shape of Things to Come) (1933.)

## Vanjske poveznice
|  | Zajednički poslužitelj ima stranicu o temi H. G. Wells    |
|  | Zajednički poslužitelj ima još gradiva o temi H. G. Wells |